# 法羅法

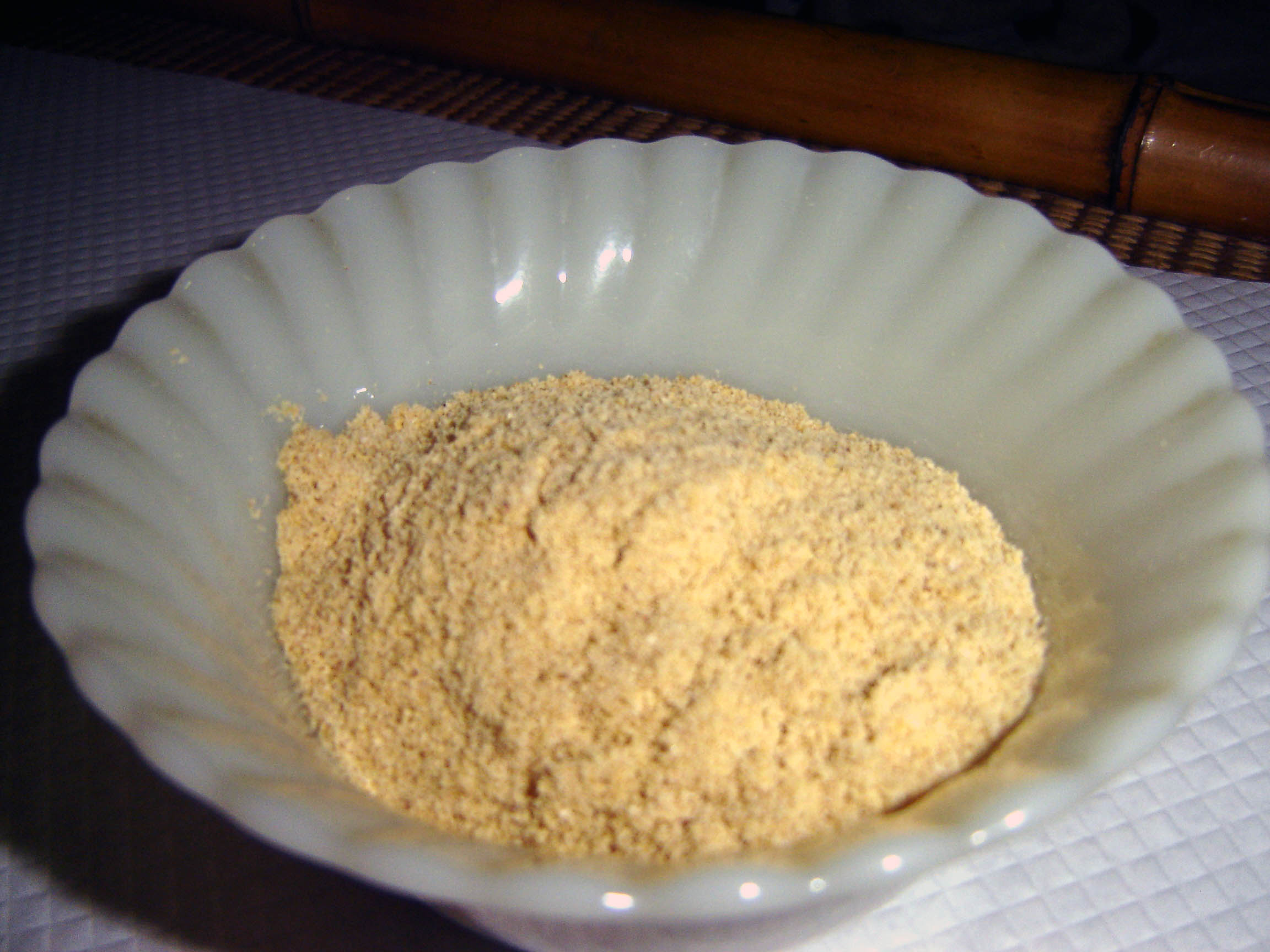
法罗法

法罗法是一种由烤木薯粉制成的餐點 ，主要流行于巴西 。它可以被商业化生产和包装，亦可使用家庭食谱制作并作家常菜。大多数食谱还会加入不同分量的盐、煙熏肉和香料。法洛法通常有很浓的烟熏味和略带咸味，用来突出肉的味道，特别是烤肉和炖菜。
在巴西，法洛法尤为受欢迎，典型的做法是将生木薯粉与大量黄油、植物油或橄榄油、盐、煙肉、洋葱、蒜、香肠或橄榄一起烘烤至金黄色。它有时作为巴西黑豆燉肉和巴西烤肉的佐餐。法洛法还会与葡萄干、坚果等用作家禽和其他菜肴的馅料（有时会加入甜水果，如苹果和香蕉）。
法洛法通常与主菜一起上桌，食客可根据其个人口味在食用前撒上法洛法，也可以单独食用，因为主菜通常以米饭为主。除了木薯，玉米粉也用于制作法洛法。
在西非，一种名为加里的木薯粉被用于制作各种菜肴。